# Lebetina
Lebetina là một chi thực vật có hoa trong họ Cúc (Asteraceae).

## Loài
Chi Lebetina gồm các loài: